# Parafia św. Anny w Boboszowie
Parafia św. Anny w Boboszowie - rzymskokatolicka parafia z siedzibą w Boboszowie, znajduje się w dekanacie międzyleskim w diecezji świdnickiej. Założona w XVII wieku. Proboszczem jest ksiądz Marek Mundziakiewicz.

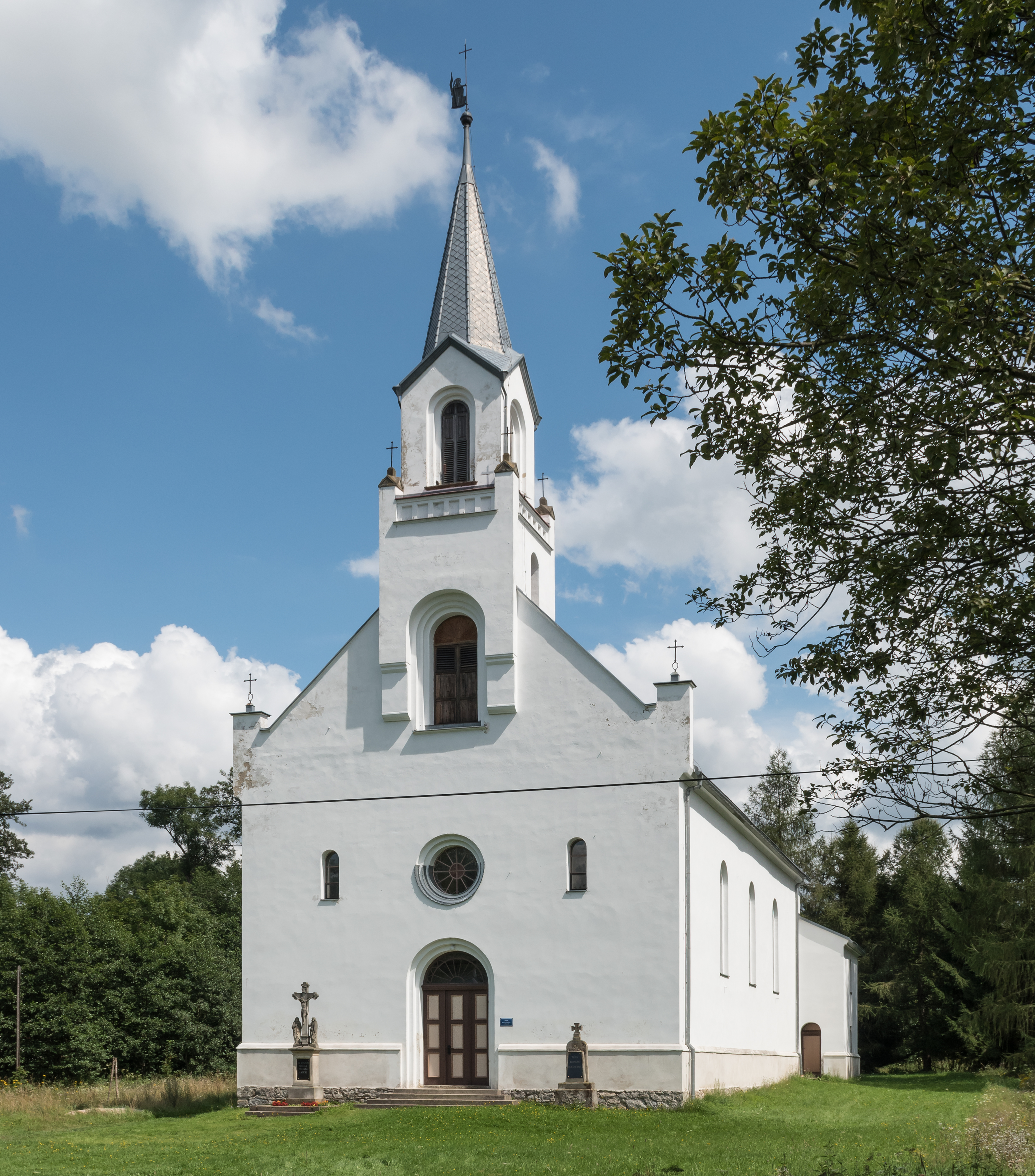
Kościół filialny w Pisarach

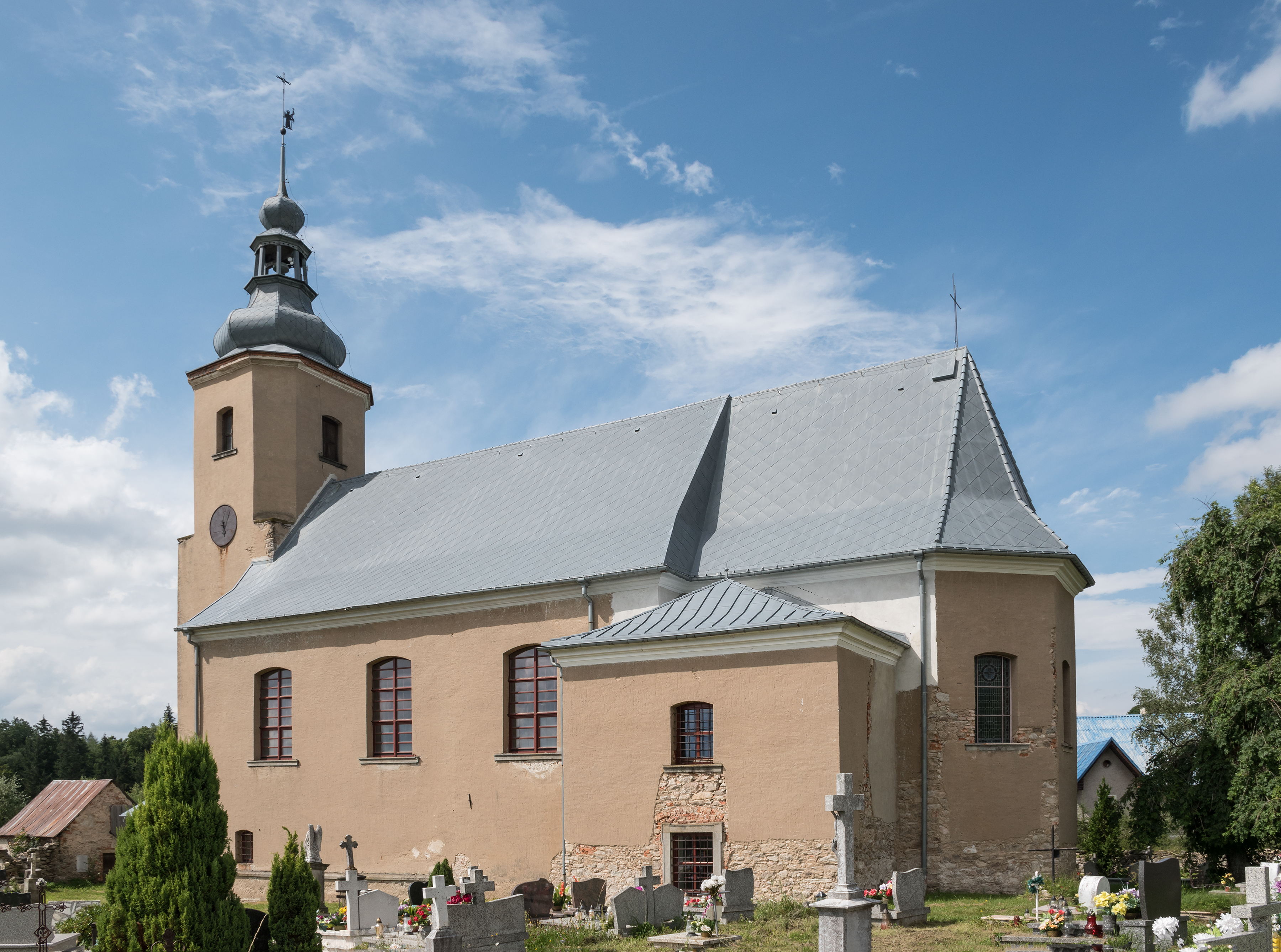
Kościół św. Jana Chrzciciela w Jodłowie